# Kvam (localitate)
Kvam este o localitate din comuna Nord-Fron, provincia Oppland, Norvegia, cu o suprafață de 1,29 km² și o populație de 777 locuitori (2013).